# Montbó
Montbó es una entidad de población española del municipio de Canet de Adri, perteneciente a la provincia de Gerona, en la comunidad autónoma de Cataluña.

## Historia
Hacia mediados del siglo XIX, el lugar era mencionado como una aldea del ayuntamiento de Canet de Adri. Aparece descrito en el decimoprimer volumen del Diccionario geográfico-estadístico-histórico de España y sus posesiones de Ultramar de Pascual Madoz de la siguiente manera:

MONTBÓ: ald. en la prov., part. jud. y dióc. de Gerona, aud. terr. y c. g. de Barcelona, ayunt. de Canet de Adrí: sit. sobre un monte cubierto de espeso bosque, con buena ventilacion y clima sano. Tiene una igl. parr. (San Juan), aneja de la de Moncalt, á cuyo l. está unida su pobl. y riqueza.
(Madoz, 1848, p. 530)

En 2022, la entidad singular de población de Montbó contaba con una población de 101 habitantes empadronados.

## Patrimonio
En el lugar hay una iglesia bajo la advocación de San Juan.